# Mallomys aroaensis
Mallomys aroaensis är en däggdjursart som först beskrevs av De Vis 1907.  Mallomys aroaensis ingår i släktet Mallomys och familjen råttdjur.
Inga underarter finns listade i Catalogue of Life. Andra verk skiljer mellan två underarter. Artepitetet i det vetenskapliga namnet är sammansatt av den geografiska beteckningen Aroa River och det latinska tillägget -ensis (bosatt).
Med en kroppslängd (huvud och bål) av 34,4 till 41,5 cm, en svanslängd av 33,5 till 43,5 cm och en vikt av 1,4 till 2,0 kg är Mallomys aroaensis liksom andra släktmedlemmar ett stort råttdjur. Bakfötterna är 6,4 till 7,2 cm långa och öronen är 2,5 till 2,8 cm stora. I den täta och ulliga pälsen är några helt mörka täckhår inblandade. De andra håren har gråa och svarta band vad som ger ett spräckligt utseende. Hos en population är hårens band inte tydliga och den listas ibland som underart (Mallomys aroaensis hercules). Denna underart har däremot en påfallande mörk längsgående strimma på ryggen. På undersidan förekommer vitaktig päls men fötterna är åter svartaktiga. Som kontrast har arten köttfärgade öron. Hos Mallomys aroaensis är svansens första hälft svart och den andra halvan saknar pigment vad som ger ett vitt utseende. Tandemaljen på framtänderna är orange vad som skiljer arten från Mallomys gunung som har vita framtänder. Honor har ett par spenar på bröstet och två par vid ljumsken.
Arten förekommer i bergstrakter på östra Nya Guinea. Den vistas i regioner som ligger 1100 till 2700 meter över havet. Habitatet utgörs av fuktiga skogar, bergsskogar och trädgårdar. Boet är en jordhåla i marken eller ett gömställe bland stenar. Per kull föds en unge.
Underarten med mörk strimma på ryggen lever på Huonhalvön. Den kan i framtiden klassificeras som art.
Mallomys aroaensis har växter som föda. Den äter antagligen främst blad och unga växtskott. Boet byggs ofta i jordhålor eller mellan klippor. Vid ett tillfälle hittades en hona och en hane tillsammans i boet. En hona som var dräktig med en unge samt en annan hona som levde med ett ungdjur i boet registrerades.
Arten jagas för köttets skull och några exemplar faller offer för frigående hundar. Allmänt är Mallomys aroaensis vanligt förekommande. IUCN kategoriserar arten globalt som livskraftig.